# Johann Ludwig Markhoff
Johann Ludwig Markhoff (* 25. Januar 1761 in Berlin; † 14. November 1831 in Kroischwitz bei Schweidnitz) war ein preußischer Generalmajor und zuletzt Inspekteur der 2. Ingenieur-Inspektion.

## Leben

### Herkunft
Seine Eltern waren der Huf- und Waffenschmiedemeister Joachim Friedrich Markhoff (* 1718; † 30. Juli 1792) und dessen Ehefrau Sophie Charlotte, geborene Peters (* 12. August 1731; † 16. September 1791).

### Leben
Markhoff trat dem Ingenieurkorps der Preußischen Armee bei und nahm 1778/79 am Bayerischen Erbfolgekrieg teil. Am 18. April 1780 wurde er als Kondukteur in das Ingenieurkorps nach Cosel versetzt. Am 5. Januar 1786 wurde er zum Sekondeleutnant befördert und kam zum Ingenieurkorps nach Wesel. Im Jahr 1787 nahm Markhoff am Feldzug in Holland teil, wo er sich bei der Belagerung von Vianen auszeichnete. Im Ersten Koalitionskrieg konnte er sich am 9. November 1794 im Gefecht an der Schiffsbrücke bei Wesel erneut auszeichnen und erhielt dafür am 3. Dezember 1794 den Orden Pour le Mérite. Am 31. Dezember 1796 wurde er Stabskapitän und am 25. Januar 1797 zum Ingenieur vom Platze in Wesel ernannt. Am 14. Februar 1802 wurde er Kapitän, bevor er im Vorfeld des Vierten Koalitionskrieges am 11. März 1806 als Ingenieuroffizier nach Hameln kam. Die Festung Hameln ergab sich gleich zu Beginn des Krieges.
Nach dem Krieg wurde Markhoff am 4. Oktober 1807 zunächst auf Halbsold gesetzt, bevor er auf Vorschlag Gneisenaus am 30. November 1808 als Ingenieur vom Platze nach Spandau versetzt wurde. Im Jahr 1810 arbeitete er dann an der Reorganisation des Ingenieurkorps mit. Am 20. August 1811 wurde er Major und am 16. März 1812 zum Kommandanten über die Ingenieure und Pioniere im mobilen preußischen Armeekorps ernannt. Das Korps kämpfte dann im Feldzug von 1812 in den Gefechten bei Melothen, Eckau und Gräfenthal. Im Vorfeld der Befreiungskriege kam Markhoff am 10. März 1813 in den Stab des Generals von Yorck. Im Krieg kämpfte er in den Gefechten bei Freyburg an der Unstrut, Eisenach, Vitry, Chalons, Chateau-Thierry, Montmirail Fère-Champenoise St. Dizier als auch den Schlachten bei Laon und Paris. Dafür erhielt er am 11. Januar 1815 das Eiserne Kreuz II. Klasse.
Nach dem Krieg wurde Markhoff am 30. Juni 1816 zum Oberstleutnant befördert und am 27. März 1816 zum Brigadier der Festungen in Schlesien ernannt. Zeitgleich fungierte er ab 20. April 1816 auch als Brigadier der 2. Ingenieurbrigade. Am 2. Juli 1816 kam er als Ingenieuroffizier zum Stab des Generals von Zieten beim Mobilien Armeekorps in Frankreich. Am 20. März 1818 wurde er zum Oberst mit Patent vom 14. August 1818 befördert und zum Inspekteur der 2. Ingenieur-Inspektion ernannt. Nach dem Abzug der Truppen bekam er am 19. April 1819 die Erlaubnis den französischen Militärverdienstorden zu tragen. Am 13. Juni 1825 erhielt Markhoff seinen Abschied als Generalmajor mit Pension sowie das Dienstkreuz. Er starb am 14. November 1831 in Kroischwitz bei Schweidnitz.